# Bent Schmidt Hansen

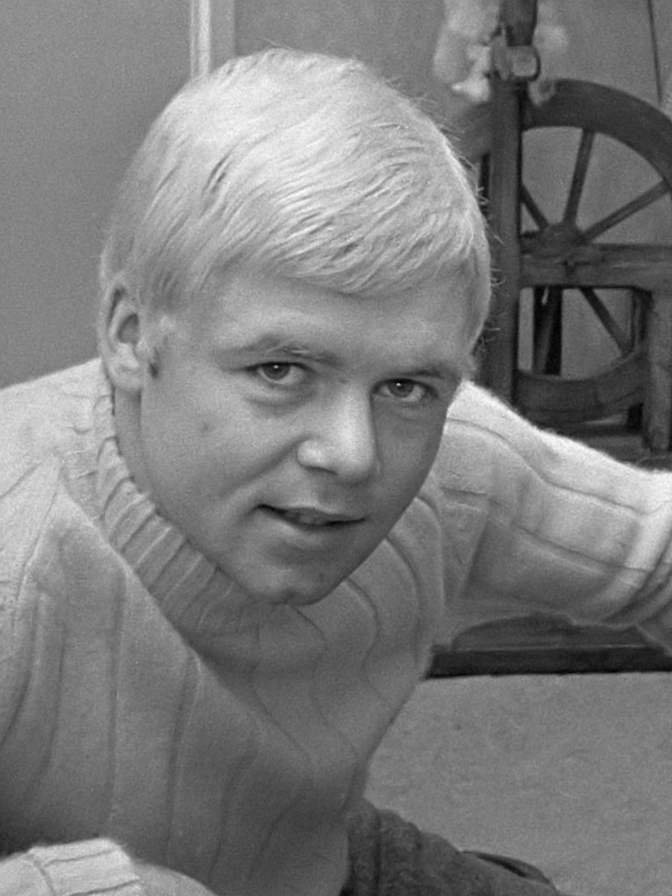
Bent Schmidt Hansen (1969)

Bent Schmidt Hansen (Horsens, 27 november 1946 – Horsens, 1 juli 2013) was een Deens profvoetballer.

## Loopbaan
De rechtsbuiten Schmidt Hansen stond in zijn tijd bij Horsens fS reeds bekend als talentvolle speler. Hij kwam uit voor het Deense elftal voor spelers onder de 21 jaar en maakte op 18-jarige leeftijd zijn debuut voor het Deens voetbalelftal. In totaal kwam hij tot negen wedstrijden voor de nationale ploeg.
Op 20-jarige leeftijd maakte hij de overstap naar PSV in de Nederlandse Eredivisie. Hij was na Ole Sørensen (1966-1968) de tweede Deense speler bij PSV. In zijn tijd in Nederland kreeg hij de bijnaam Zoef de Haas. Met PSV won hij de KNVB beker in 1974 en werd hij landskampioen in 1975. Hij werd begin 1969 door de supporters uitgeroepen tot populairste speler van het voorgaande jaar.
PSV was de enige club buiten Denemarken waarvoor Schmidt speelde. In de laatste jaren bij PSV kampte Schmidt Hansen met een blessure aan de rugwervel, waarvan de oorzaak twee jaar na de eerste klachten aan het licht kwam. In de zomer van 1975 was er sprake van een overgang naar FC Twente en FC Den Haag, maar onderhandelingen over deze transfers liepen stuk op de financiële eisen van Schmidt. Hij keerde in september 1975 terug naar Horsens fS, waar hij nog drie jaar speelde. In 1976 beschuldigde hij PSV ervan zijn rugblessure te hebben verergerd door injecties. Op 1 oktober 1978 speelde hij zijn laatste wedstrijd voor Horsens.
Hij overleed op 66-jarige leeftijd in een ziekenhuis in zijn woonplaats Horsens. Eerder dat jaar had hij na een knie-operatie een hartstilstand gekregen.

## Statistieken
| Periode   | Club       | Competitie | Wedstrijden | Doelpunten |
| --------- | ---------- | ---------- | ----------- | ---------- |
| 1965-1967 | Horsens fS | 1.Division | ?           | ?          |
| 1967-1975 | PSV        | Eredivisie | 212         | 52         |
| 1975-1978 | Horsens fS | 1.Division | ?           | ?          |